# Rolls-Royce Trent 1000
El Rolls-Royce Trent 1000 és un motor aeronàutic turboventilador d'alt índex de derivació, fabricat per la companyia britànica Rolls Royce plc. El Trent 1000 s'utilitza en els el Boeing 787 Dreamliner.

## Disseny i desenvolupament
El 6 d'abril de 2004 Boeing va anunciar que havia escollit dos constructors de motors pel seu nou 787: Rolls-Royce i General Electric. Inicialmene, Boeing va considerar la idea de comptar amb un sol fabricant de motors pel 787, amb GE essent el principal candidat. Nogensmenys, els potencials compradors van exigir a Boeing poder escollir. Per primera cop en l'aviació comercial, ambos tipus de motors tindrien un controlador comú amb l'avió, permetent a qualsevol 787 poder alternar entre els motors GE o Rolls-Royce en qualsevol moment. Tot i aquesta possibilitat, el primer vol de cada avió de la família (787-8, 787-9 i 787-10) es van realitzar amb motor Rolls-Royce.
En juny de 2004, la primera selecció pública del motor va ser per part d'Air New Zealand escollint el Trent 1000. En el major encàrrec de 787, efectuat per la japonesa All Nippon Airways, Rolls-Royce va ser escollit com el subministrador de motors, el 13 d'octubre de 2004.
Les families Trent 1000 fan un ampli ús de la tecnologia derivada del demostrador Trent 8104. Per tal de complir els requeriments de Boeing d'un motor "més elèctric", el Trent 1000 és un disseny de baix consum, amb pressió de potencia intermedia en lloc de ser d'alta pressió como en altres membres de la família. El fan és de 2,8 metres de diàmetre, amb un difusor de petit diàmetre per ajudar a augmentar el flux d'aire.

## Variants
Variants certificades per l'Agència Europea de Seguretat Aèria (AESA):
7 agost 2007
Trent 1000‐A, Trent 1000‐C, Trent 1000‐D, Trent 1000‐E, Trent 1000‐G, Trent 1000‐H
10 setembre 2013
Trent 1000‐A2, Trent 1000‐C2, Trent 1000‐D2, Trent 1000‐E2, Trent 1000‐G2, Trent 1000‐H2, Trent 1000‐J2, Trent 1000‐K2, Trent 1000‐L2
6 maig 2015
Trent 1000‐AE, Trent 1000‐CE, Trent 1000‐AE2, Trent 1000‐CE2
11 juliol 2016
Trent 1000‐AE3, Trent 1000‐CE3, Trent 1000‐D3, Trent 1000‐G3, Trent 1000‐H3, Trent 1000‐J3, Trent 1000‐K3, Trent 1000‐L3, Trent 1000‐M3, Trent 1000‐N3, Trent 1000‐P3, Trent 1000‐Q3, Trent 1000
|                    | MTO                    | MTC                    |
| ------------------ | ---------------------- | ---------------------- |
| Trent 1000-E       | 62,264 lbf (276.96 kN) | 58,866 lbf (261.85 kN) |
| Trent 1000-H       | 63,897 lbf (284.23 kN) | 58,866 lbf (261.85 kN) |
| Trent 1000-A       | 69,294 lbf (308.24 kN) | 64,722 lbf (287.90 kN) |
| Trent 1000-G       | 72,066 lbf (320.57 kN) | 64,722 lbf (287.90 kN) |
| Trent 1000-C/D/L/P | 74,511 lbf (331.44 kN) | 69,523 lbf (309.25 kN) |
| Trent 1000-J/K/Q   | 78,129 lbf (347.54 kN) | 71,818 lbf (319.46 kN) |
| Trent 1000-M/N     | 79,728 lbf (354.65 kN) | 72,691 lbf (323.35 kN) |
| Trent 1000-R       | 81,028 lbf (360.43 kN) | 72,691 lbf (323.35 kN) |